# Eldred Point
Eldred Point är en udde i Antarktis. Den ligger i Västantarktis. Inget land gör anspråk på området.
Terrängen inåt land är kuperad åt sydväst, men åt nordost är den platt. Havet är nära Eldred Point norrut. Trakten är obefolkad. Det finns inga samhällen i närheten.